# Rémalard
Rémalard is een plaats en voormalige gemeente in het Franse departement Orne (regio Normandië) en telt 1263 inwoners (2004). De plaats maakt deel uit van het arrondissement Mortagne-au-Perche. Op 1 januari 2016 fuseerde Rémalard met de gemeenten Bellou-sur-Huisne en Dorceau tot de gemeente Rémalard en Perche. 

## Geografie
De oppervlakte van Rémalard bedraagt 21,0 km², de bevolkingsdichtheid is 60,1 inwoners per km².
De onderstaande kaart toont de ligging van Rémalard met de belangrijkste infrastructuur en aangrenzende gemeenten.

## Demografie
Onderstaande figuur toont het verloop van het inwonertal (bron: INSEE-tellingen).